# Mayorización
En matemáticas, la mayorización es un preorden en vectores de números reales. Para un vector {\displaystyle \mathbf {a} \in \mathbb {R} ^{d}}, denotamos por {\displaystyle \mathbf {a} ^{\downarrow }\in \mathbb {R} ^{d}} el vector con los mismos componentes, pero ordena en orden descendente. Dado {\displaystyle \mathbf {a} ,\mathbf {b} \in \mathbb {R} ^{d}}, decimos que {\displaystyle \mathbf {a} } débilmente mayoriza (o domina) a {\displaystyle \mathbf {b} } desde abajo escrito como {\displaystyle \mathbf {a} \succ _{w}\mathbf {b} } si y sólo si:
{\displaystyle \sum _{i=1}^{k}a_{i}^{\downarrow }\geq \sum _{i=1}^{k}b_{i}^{\downarrow }\quad {\text{for }}k=1,\dots ,d,}
donde {\displaystyle a_{i}^{\downarrow }} y {\displaystyle b_{i}^{\downarrow }} son los elementos of {\displaystyle \mathbf {a} } y {\displaystyle \mathbf {b} }, respectivamente, ordenados en orden decreciente. 
De manera equivalente, se dice que {\displaystyle \mathbf {b} } débilmente mayoriza (o domina) por {\displaystyle \mathbf {a} } desde abajo, denotando como {\displaystyle \mathbf {b} \prec _{w}\mathbf {a} }.
Similarmente, decimos que:
{\displaystyle \mathbf {a} } débilmente mayoriza {\displaystyle \mathbf {b} } desde abajo escrito como {\displaystyle \mathbf {a} \succ ^{w}\mathbf {b} } si y sólo si:
{\displaystyle \sum _{i=k}^{d}a_{i}^{\downarrow }\leq \sum _{i=k}^{d}b_{i}^{\downarrow }\quad {\text{for }}k=1,\dots ,d,}
De manera equivalente, decimos que {\displaystyle \mathbf {b} } es débilmente mayorizado por {\displaystyle \mathbf {a} } desde abajo, denotado como {\displaystyle \mathbf {b} \prec ^{w}\mathbf {a} }.
Si {\displaystyle \mathbf {a} \succ _{w}\mathbf {b} }  y además {\displaystyle \sum _{i=1}^{d}a_{i}=\sum _{i=1}^{d}b_{i}}  decimos que
{\displaystyle \mathbf {a} } mayoriza (o domina) {\displaystyle \mathbf {b} } escrito como {\displaystyle \mathbf {a} \succ \mathbf {b} }.
De manera equivalente, decimos que {\displaystyle \mathbf {b} } es mayoritariazado (o dominado) por {\displaystyle \mathbf {a} }, denotado como {\displaystyle \mathbf {b} \prec \mathbf {a} }.
Es fácil ver que {\displaystyle \mathbf {a} \succ \mathbf {b} } si y solo si {\displaystyle \mathbf {a} \succ _{w}\mathbf {b} } y {\displaystyle \mathbf {a} \succ ^{w}\mathbf {b} }. 
Tenga en cuenta que el orden mayorización no dependen del orden de las componentes de los vectores {\displaystyle \mathbf {a} } o {\displaystyle \mathbf {b} }. La Mayorización no es un orden parcial, ya un {\displaystyle \mathbf {a} \succ \mathbf {b} } y {\displaystyle \mathbf {b} \succ \mathbf {a} } no implican un {\displaystyle \mathbf {a} =\mathbf {b} }. Sólo implica que los componentes de cada vector son iguales, pero no necesariamente en el mismo orden.
Lamentablemente, para confundir el asunto, algunas fuentes bibliográficas utilizan la notación inversa, por ejemplo,{\displaystyle \succ } se sustituye con {\displaystyle \prec }. Sobre todo, en Horn y Johnson, el análisis de la matriz (Cambridge Univ. Press, 1985), Definición 4.3.24, mientras que los mismos autores cambiar a la notación tradicional, introducido aquí, más adelante en sus temas de matriz de Topics in Matrix Analysis (1994), y la segunda Matrix analysis (2013).
Una función {\displaystyle f:\mathbb {R} ^{d}\to \mathbb {R} } se dice que es Schur convexo cuando {\displaystyle \mathbf {a} \succ \mathbf {b} } implica {\displaystyle f(\mathbf {a} )\geq f(\mathbf {b} )}.  Similarmente, {\displaystyle f(\mathbf {a} )} es Schur cóncavo cuando {\displaystyle \mathbf {a} \succ \mathbf {b} } implica {\displaystyle f(\mathbf {a} )\leq f(\mathbf {b} ).}
El orden parcial de la mayoría en los conjuntos finitos, que se describe aquí, se puede generalizar al orden de Lorenz , un orden parcial en las funciones de distribución.

## Ejemplos
El orden de las entradas no afecta la mayorización, por ejemplo, la declaración {\displaystyle (1,2)\prec (0,3)} es simplemente equivalente a {\displaystyle (2,1)\prec (3,0)}.
(Fuerte) mayorización:  {\displaystyle (1,2,3)\prec (0,3,3)\prec (0,0,6)}.  Para vectores con n componentes
{\displaystyle \left({\frac {1}{n}},\ldots ,{\frac {1}{n}}\right)\prec \left({\frac {1}{n-1}},\ldots ,{\frac {1}{n-1}},0\right)\prec \cdots \prec \left({\frac {1}{2}},{\frac {1}{2}},0,\ldots ,0\right)\prec \left(1,0,\ldots ,0\right).}
(Mayoría débil): {\displaystyle (1,2,3)\prec _{w}(1,3,3)\prec _{w}(1,3,4)}. Para vectores con n componentes
{\displaystyle \left({\frac {1}{n}},\ldots ,{\frac {1}{n}}\right)\prec _{w}\left({\frac {1}{n-1}},\ldots ,{\frac {1}{n-1}},1\right).}

## Geometría de la mayorización

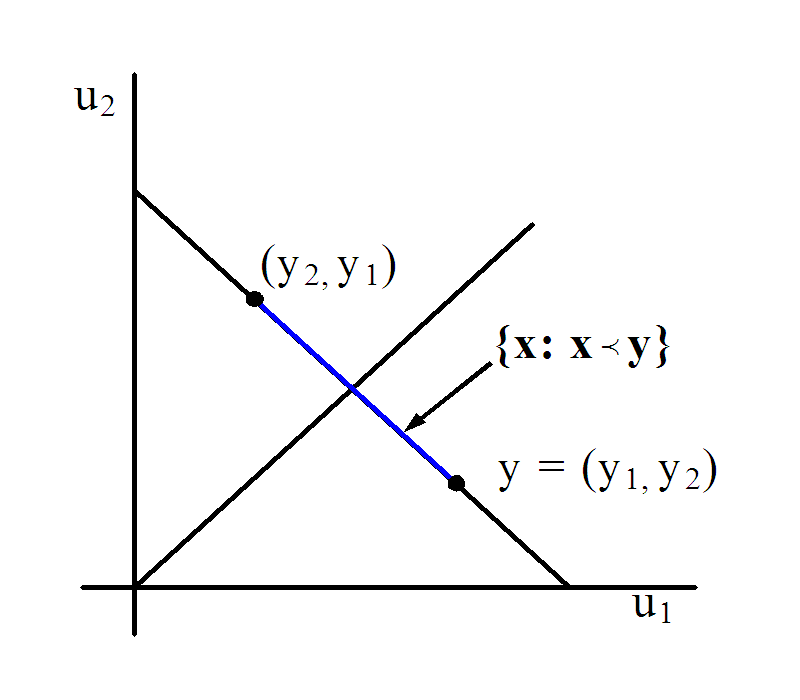
Figure 1. 2D majorization example

Por {\displaystyle \mathbf {x} ,\mathbf {y} \in \mathbb {R} ^{n},}, tenemos {\displaystyle \mathbf {x} \prec \mathbf {y} } si y solo si  {\displaystyle \mathbf {x} } está en el casco convexo de todos los vectores obtenidos permutando las coordenadas de {\displaystyle \mathbf {y} }.
La Figura 1 muestra el casco convexo en 2D para el vector  {\displaystyle \mathbf {y} =(3,\,1)}. Tenga en cuenta que el centro del casco convexo, que es un intervalo en este caso, es el vector  {\displaystyle \mathbf {x} =(2,\,2)}. Este es el vector "más pequeño" que satisface {\displaystyle \mathbf {x} \prec \mathbf {y} } para este vector dado {\displaystyle \mathbf {y} }.

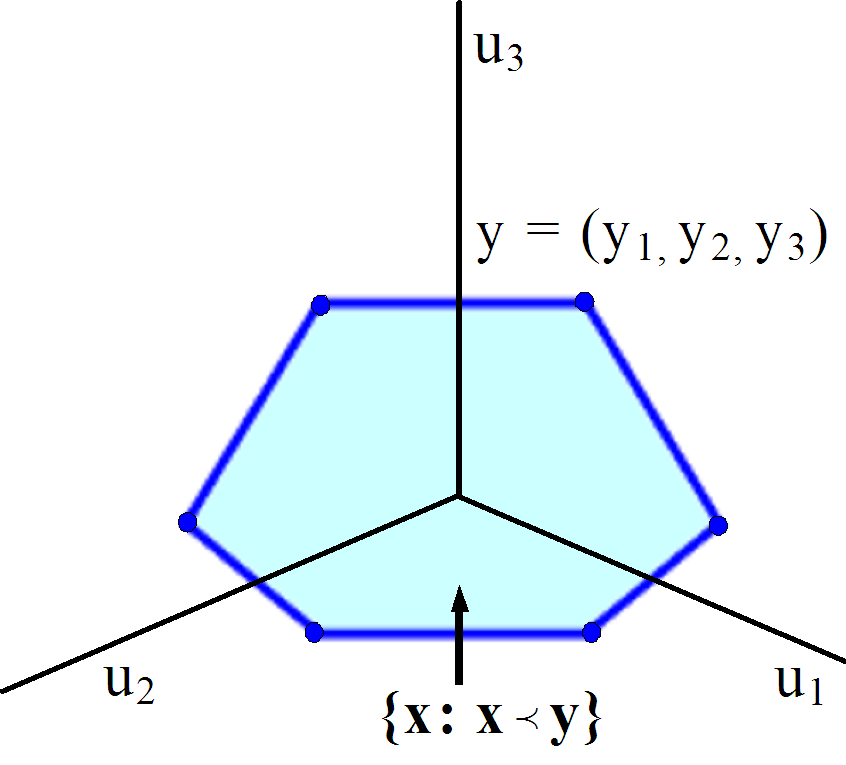
Figura 2. Ejemplo de Majorization 3D

La Figura 2 muestra el casco convexo en 3D. El centro del casco convexo, que es un polígono 2D en este caso, es el vector "más pequeño"  {\displaystyle \mathbf {x} } satisfactorio  {\displaystyle \mathbf {x} \prec \mathbf {y} } para este vector dado {\displaystyle \mathbf {y} }.